# Hermann Senator

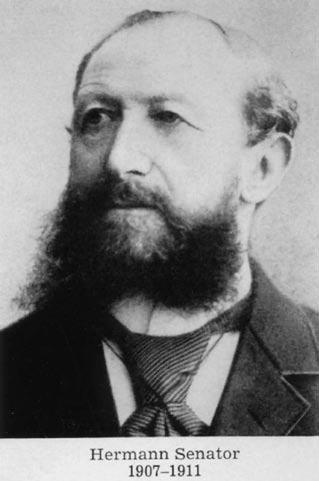
Hermann Senator, um 1900

Hermann Senator (* 6. Dezember 1834 in Gnesen; † 14. Juli 1911 in Tegel) war ein deutscher Mediziner.

## Leben
Senator studierte von 1853 bis 1857 vor allem bei Johannes Peter Müller in Bonn Medizin. Weitere Lehrer waren Johann Lukas Schönlein und Ludwig Traube.
Er wurde 1857 zum Doktor der Medizin promoviert und 1858 als Arzt approbiert. Nach seiner Habilitation 1868 war er Privatdozent an der Universität Berlin. 1875 wurde er außerordentlicher Professor und Chefarzt für Innere Medizin am Kaiserin-Augusta-Hospital.
Ab 1881 arbeitete er an der Charité. Nach dem Tode von Friedrich Theodor von Frerichs (1819–1885) leitete er die 1. Medizinische Klinik für ein halbes Jahr. 1888 wurde diese Klinik in die 3. Medizinische Klinik umgewandelt, deren Direktor er wurde. 
Hauptsächlich beschäftigte er sich mit den Krankheiten der Nieren bzw. mit der Nephrologie. Er machte sich Gedanken zur Harnbereitung (Uropoese). So verglich er „die Heidenhain'sche Theorie der Harnabsonderung“ mit „der zuerst von C. Ludwig ausgesprochenen Ansicht über die Harnabsonderung“.
1892 wurde Hermann Senator zum Mitglied der Leopoldina gewählt. Außerdem war er von 1907 bis 1911 Ehrenmitglied der Griechischen philologischen Gesellschaft in Konstantinopel.
Hermann Senator war Jude und Vertreter der Orthodoxie im Vorstand der Jüdischen Gemeinde in Berlin.

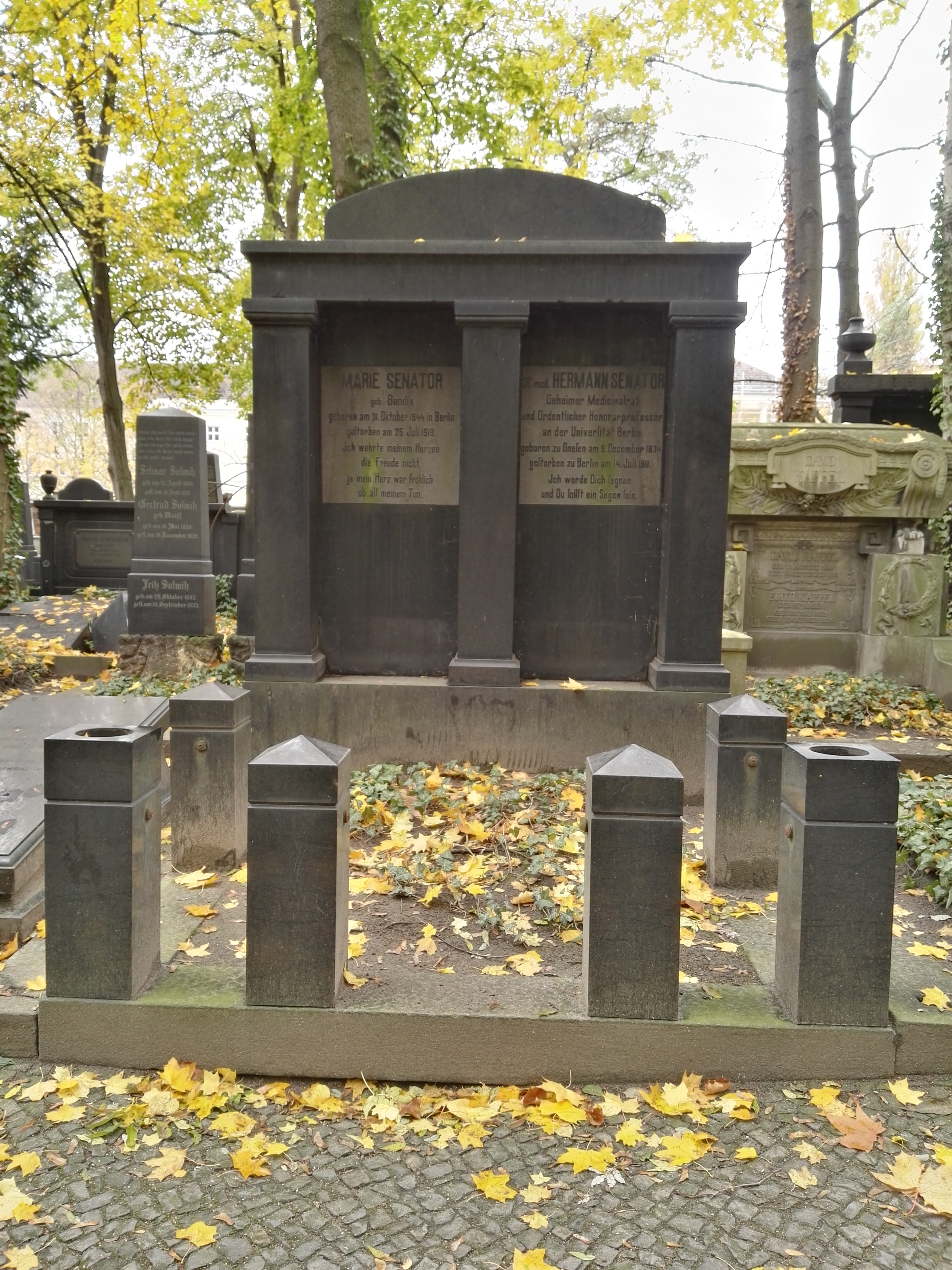
Grabstätte

Er ist  auf dem Jüdischen Friedhof Schönhauser Allee in Berlin-Prenzlauer Berg bestattet.

## Schriften (Auswahl)
- Untersuchungen über den fieberhaften Process und seine Behandlung. Berlin, A. Hirschwald, 1873.
- Die Albuminurie in physiologischer und klinischer Beziehung und ihre Behandlung. Berlin, 1881, 1890.
- Die Albuminurie im gesunden und kranken Zustande. Berlin, August Hirschwald, 1882.
- Arthritis deformans. In: Hugo von Ziemssen (Hrsg.): Handbuch der speciellen Pathologie und Therapie. Band 13, 1. Hälfte: Handbuch der Krankheiten des Bewegungsapparates. Vogel Verlag, Leipzig 1875, S. 138.
- Die Krankheiten des Bewegungsapparates. Diabetes Mellitus und insipidus. In: Hugo Wilhelm von Ziemssen (Hrsg.): Handbuch der speciellen Pathologie und Therapie. 1875; 2. Auflage 1879.
- Die Erkrankungen der Nieren.  24 Auflagen zwischen 1895 und 1902 in Deutsch und Englisch
  - 1. Auflage, in: Carl Wilhelm Hermann Nothnagel et al. (Hrsg.): Handbuch der speciellen Pathologie und Therapie. Wien 1896.
  - 2. umgearbeitete Auflage, Verlag Alfred Hölder, Wien 1902, 525 Seiten, in: Hermann Nothnagel (Hrsg.): Spezielle Pathologie und Therapie. Band XIX, 1. Hälfte. Wien 1906, Nachdruck.
- Ueber Pseudoleukämie. In: Ernst von Leyden, Felix Klemperer (Hrsg.): Die Deutsche Klinik am Eingange des zwanzigsten Jahrhunderts in akademischen Vorlesungen. Band 3, Constitutionsanomalien und Blutkrankheiten, 1903. Berlin und Wien, Verlag Urban & Schwarzenberg.
- Krankheiten und Ehe. Mit Siegfrid Kaminer (1872–1930). München 1904.
- Polycythämie und Plethora. Berlin 1911.
- Beiträge zu Albert Eulenburgs Real-Encyclopädie der gesammten Heilkunde. Zweite Auflage.
  - Band 1 (1885) (Digitalisat), S. 266–282: Albuminurie
  - Band 2 (1885) (Digitalisat), S. 301–302: Aceturie